# 中國東方航空5398號班機空難
中國東方航空5398號班機（MU5398）是一班由深圳寶安機場飛往福州義序機場的定期航班。1993年10月26日，一架編號為B-2103的MD-82型飛機執行該航班，在降落福州機場時墜毀，造成2人死亡。

## 事故經過
1993年10月26日11時50分，中國東方航空齊魯有限公司屬下B-2103號飛機從深圳機場起飛，執行MU5398航班，預計于當天中午12時50分到達福州。12時32分，班機與福州機場塔臺取得聯繫，準備進近。當時義序機場一帶正在下小雨，能見度4公里，而機組在沒有看到跑道的情況下盲目進近，致使飛機嚴重右偏，但並未復飛。隨後，機組向左修正，直至飛機距跑道入口1公里，離地高度20米時決定復飛，但飛機繼續下沉，機尾擦地，隨後衝出跑道，最後停在跑道外一水塘，斷成三截，2名乘客死亡（一名福建籍乘客與一名台灣乘客）。後經調查，機組違反福州機場儀錶進近程序，操作失誤且配合不佳，從而造成了此次空難。

## 涉事客機
失事的麥道MD-82註冊編號為B-2103，於1985年8月從麥道長灘工廠出廠，試飛註冊編號為N1005S，同年10月交付給中國民航。1988年，因中國民航重組分成六家航空公司，B-2103號飛機劃歸中國東方航空。這架MD-82裝有兩台普惠JT8D-217A發動機，失事時機齡8.2年。

## 事後
- 事发后，东航齐鲁公司被东航总公司下令解散，解散后由原东航山东分公司的建制继续运营[5]。

- MU5398這個航班號如今仍在使用，但已改用於南宁吴圩国际机场飛往上海虹桥国际机场的航班，由空中客车A320執飛。[6]

- 由於義序機場跑道長度不足，福州市早在此次空難之前就提議建設新機場。長樂機場於1997年6月23日啟用之後，義序機場改為純軍用機場，但截至2025年仍未搬遷。

- B-2103這個註冊編號於2000年在一架MD-90上重新啟用，該機是由上海飛機製造廠總裝的兩架MD-90之一，最初服役于中国北方航空，後來又隨北方航空併入中国南方航空。2010年，這架MD-90易手達美航空，B-2103這一註冊編號也不再使用。[7]